# CFR Călători
CFR Călători è una compagnia ferroviaria statale per il trasporto dei passeggeri in Romania, fondata nel 1998 attraverso la riorganizzazione dell'ex CFR da parte di Traian Băsescu, allora Ministro dei Trasporti. 
CFR Călători riceve annualmente dal bilancio statale oltre un miliardo di lei per garantire l'attività del trasporto ferroviario passeggeri.

## Servizi

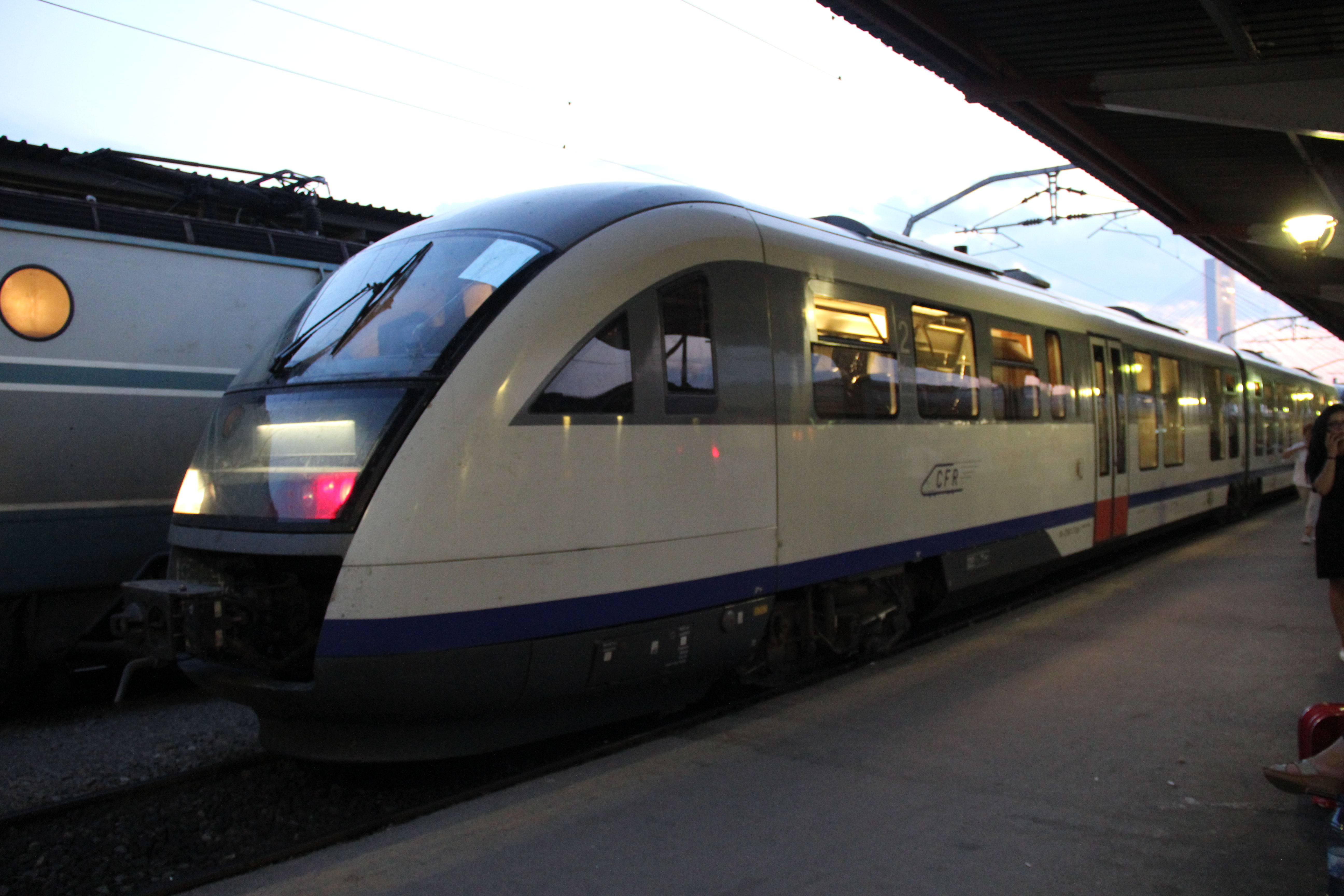
Treno CFR nella stazione di Bucarest Nord

Dal 1° aprile 2021, la compagnia ha introdotto nuove categorie di servizio:
- Regio (R) – treni locali, solitamente fermano in tutte le stazioni e fermate lungo il percorso.
- Regio-Expres (RE) - offre tariffe basse, al livello dei treni Regio, ma beneficia della velocità e del comfort dei treni InterRegio, nonché della prenotazione dei posti.
- InterRegio (IR) – treni veloci. I treni IR fermano nelle stazioni grandi e medie lungo il percorso.
- InterCity (IC) – treni che collegano le maggiori città

### Regio
I treni regionali sono i treni più utilizzati offerti dalla CFR Călători. Vengono utilizzati principalmente per due scopi: collegare una città e i comuni limitrofi oppure collegare due città vicine.
I treni Regio hanno la velocità media più bassa, sono in condizioni peggiori e hanno la reputazione di essere molto lenti, affollati e solitamente angusti, ma hanno anche tariffe molto più basse rispetto ad altri tipi e classi di treni. I treni Regio percorrono tratte locali e solitamente fermano in tutte le stazioni, salvo rare eccezioni. Esistono però anche treni Regio che percorrono distanze medie e perfino lunghe.
Le tariffe per questo treno sono le più basse perché non c'è alcun sovrapprezzo per la velocità, ma solo il biglietto di viaggio, calcolato in base alla distanza e alla classe. I posti non sono prenotabili.

### InterRegio
I treni InterRegio vengono utilizzati per le lunghe e medie distanze e fermano (generalmente) solo nelle città. I treni InterRegio utilizzano materiale rotabile moderno e hanno una velocità media più elevata. Il prezzo del biglietto è più alto perché oltre al prezzo del biglietto di viaggio viene pagato un supplemento. Per i treni InterRegio è richiesta la prenotazione del posto. Vengono utilizzate anche per distanze molto lunghe, come Iași – Timișoara Nord, Bucarest Nord – Satu Mare, Bucarest Nord – Oradea, Bucarest Nord – Sighetu Marmației, Oradea – Costanza, Timișoara Nord – Botoșani. Anche sulle lunghe distanze, i treni InterRegio fermano solitamente nelle stazioni ferroviarie di ogni città.

#### InterCity
I treni InterCity sono i più utilizzati per le tratte tra le grandi città e possono essere utilizzati sia di giorno che di notte. Questi treni hanno la velocità media più alta di tutti i treni CFR e utilizzano vagoni moderni. Per questo motivo le tariffe dei treni Inter-City sono le più elevate.